# Roy D. Chapin Jr.
Roy Dikeman Chapin Jr. (21 de septiembre de 1915 - 5 de agosto de 2001) fue un empresario estadounidense, presidente y director ejecutivo de American Motors Corporation (AMC). El padre de Chapin, Roy D. Chapin Sr., fue uno de los cofundadores de Hudson Motor Car Company; empresa que luego se fusionó con Nash-Kelvinator Corporation en 1954 para formar American Motors. Roy D. Chapin Jr. jugó un papel decisivo en la introducción de muchas líneas exitosas de automóviles de American Motors, como los Gremlin, Hornet y Javelin, así como la compra de Kaiser Jeep por parte del fabricante de automóviles.

## Primeros años
Roy D. Chapin Jr. estudió en la Los Alamos Ranch School de Los Álamos (Nuevo México), luego en la Hotchkiss School de Lakeville (Connecticut) hasta 1933, y recibió su título en Administración de Empresas con honores de la Universidad de Yale en 1937. En Yale, fue gerente de publicidad de la revista de humor del campus The Yale Record (Walter J. Cummings Jr. y James S. Copley sirvieron con él como personal administrativo de la revista). Comenzó su carrera automotriz como vendedor, piloto de pruebas e ingeniero experimental para Hudson en 1938.

## Carrera
Chapin se unió a American Motors en 1954, cuando se formó la corporación con la fusión de las compañías Nash y Hudson. Más tarde, desempeñó el cargo de asistente del tesorero y director de AMC. En 1964 ocupó el cargo de vicepresidente ejecutivo a cargo de las operaciones internacionales de AMC. Robert B. Evans, presidente de AMC, reconoció el talento de Chapin y lo ascendió de vicepresidente ejecutivo a presidente de la junta. La medida fue para aumentar la eficiencia operativa de la empresa al comienzo de un momento difícil.
El "dinámico e inteligente" Chapin fue designado para ocupar el puesto de director ejecutivo en AMC tras la salida de Roy Abernethy en 1967, junto con William V. Luneburg como presidente. Chapin se dio cuenta de que estaba al frente de la empresa en un momento crucial; The Wall Street Journal la describió como "una empresa moribunda". En ese momento, Chapin dijo: "Vamos a tener que mostrar ingenio". Luego reflexionó que el período más difícil fue "... cuando asumimos nuestros cargos el presidente, Bill Luneburg, y yo. No teníamos dinero y teníamos que hacer algo para superar los problemas inmediatos. No teníamos tiempo para pensar en problemas de largo alcance. Obviamente, logramos resolver consideraciones inmediatas..."
En el momento en que Chapin tomó el control de la empresa, la participación de AMC en las ventas de automóviles en EE. UU. cayó del 6,4 % en 1960 a solo el 3,2 %. Además de la pérdida de 12,6 millones de dólares en el año fiscal de 1966, Chapin y el nuevo presidente William V. Luneburg tenían más malas noticias para la reunión anual de accionistas, al informar de una caída del 10 % en las ventas con respecto al año anterior (a 257 millones de dólares) y que la compañía perdió otros 8.459.917 de dólares (79 445 128 $ en 2023) en el primer trimestre de su año fiscal 1967. La empresa no pagó dividendos por sexto trimestre consecutivo y, para controlar el inventario de automóviles no vendidos, AMC cerró sus fábricas durante diez días hábiles, el segundo cierre de este tipo en dos meses. Durante todo el año, AMC "perdió la asombrosa cantidad de 75,8 millones de dólares". Durante una era en la que las relaciones eran vitales para asegurar la financiación corporativa, Chapin "era un conocido industrial que inspiraba una gran confianza entre los principales financieros de su época" para ayudar a que el fabricante de automóviles siguiera adelante.
En solo unas pocas semanas, en su nuevo puesto en AMC, Chapin decidió centrarse en el modelo AMC más pequeño (y en ese momento menos popular): el compacto Rambler American. Su objetivo era duplicar las ventas de Rambler a 140.000 coches en 1967 y recuperar al menos el 10 % del mercado de compactos que una vez dominó AMC. Vio una brecha entre los automóviles estadounidenses y las importaciones de bajo costo (principalmente Volkswagen Escarabajo) y colocó al Rambler justo en el centro de esta brecha con una nueva etiqueta de precio bajo, para que su valor total fuera superior al de los modelos importados, así como superior en tanto a un mejor precio con respecto al resto de los compactos estadounidenses. Instituyó muchos cambios que redujeron los costos de producción y proporcionaron más valor a los compradores de automóviles. Chapin redujo el precio recomendado del sedán estadounidense Rambler básico de dos puertas a 1839 dólares (16 804 $ en 2023),) 278 dólares menos que su competidor estadounidense más cercano, el Plymouth Valiant de 2117 dólares. Este movimiento hizo que su automóvil estadounidense, considerablemente más grande y potente, solo costara 200 dólares más que el rudimentario Volkswagen. Al renunciar a los cambios de estilo anuales que se esperaban entre las empresas nacionales, AMC podría ahorrar costos de reequipamiento y mantener el precio del automóvil tan bajo. También supusieron una inesperada ayuda a AMC las decisiones estratégicas de los fabricantes de automóviles de la competencia para no igualar su caída de precios.
Un mes después de asumir sus cargos, Chapin y Luneburg revirtieron la prohibición de intervenir en las carreras de coches, instituida por un acuerdo a través de la Asociación de Fabricantes de Automóviles (AMA) por parte del fabricante de automóviles en 1957. American Motors comenzó a patrocinar coches de carreras y se centró en desarrollar nuevos modelos muscle car para consumidores que buscan coches con un buen rendimiento.
Además de reducir drásticamente los precios y patrocinar a los Rambler en las carreras para ayudar a construir una imagen de modelos veloces y deportivos, Chapin se mostró optimista porque la compañía había recortado los costos en 27 millones al año, había contratado a nuevos ejecutivos y tenía importantes productos en preparación, incluidos nuevos modelos orientados a los jóvenes. Chapin apareció en anuncios impresos y fue entrevistado por John Bond, editor de Road & Track y Car Life sobre los productos y la estrategia corporativa para asegurar el éxito de AMC. Continuó haciendo cambios para el año modelo de 1968 y también dio el paso audaz de introducir en todos los modelos Ambassador aire acondicionado de serie, en un momento en que todavía era una opción en los caros vehículos de lujo Cadillac y Lincoln. Después de los desastrosos resultados de 1967, las ventas minoristas de la empresa aumentaron un 13 % durante el año fiscal 1968.
Otros cambios durante 1968 incluyeron el desarrollo de nuevas campañas de publicidad, con Guy Hadsall Jr. reportando directamente a Chapin. Las nuevas estrategias de propaganda incluyeron la sustitución de los espectáculos de carretera para la introducción de nuevos modelos por la televisión de circuito cerrado, así como "reuniones dinámicas" al realizar los primeros eventos de ventas de automóviles en el cielo utilizando viajes en avión a destinos "misteriosos". La nueva agencia de publicidad del fabricante de automóviles, Wells, Rich, and Greene, encabezada por Mary Wells Lawrence, también fue "innovadora y atrevida en su enfoque". Los anuncios impresos y televisivos rompieron con la convención tradicional de no atacar a la competencia, y los automóviles AMC aparecieron junto a los de otras marcas, a los que se juzgaba abiertamente. El lanzamiento del deportivo biplaza AMC AMX se realizó a través de un acuerdo de publicidad con la revista Playboy.
El AMC Hornet de 1970 se lanzó bajo el liderazgo de Chapin como un compacto de excelente relación calidad/precio para competir contra la "marea de importación". Chapin trabajó con Ivan Vassall Sr., quien en 1969 estableció el primer concesionario de automóviles propiedad de afroamericanos en Filadelfia.
También fue un promotor de la innovación en AMC. En 1967, anunció una empresa conjunta con Gulton Industries para el desarrollo de un automóvil eléctrico. Un vehículo para tres pasajeros, el Amitron fue un diseño experimental que se llegó a mostrar al público.
Mientras estaba al frente de AMC, Chapin encabezó la adquisición en 1970 de la División Jeep de Kaiser Motors, por entonces propiedad de Henry John Kaiser. Según Chapin: "Quizás la decisión más fácil que tomé fue la compra de Jeep a Kaiser en 1970. Traté de comprar la compañía cuando George Romney (luego gobernador de Míchigan) y Roy Abernethy dirigían AMC. Romney y Edgar Kaiser no se llevaban bien. Yo dirigía las operaciones internacionales bajo Abernethy y conocía la implantación de Jeep en otros países. Cuando instalaban una nueva planta, instalaba a continuación una planta de Rambler porque funcionaba de maravilla. Donde estaba Jeep, había carreteras y gasolina. Abernethy no aceptó la idea y lo primero que hice cuando me convertí en presidente y obtuve un poco de dinero fue comprar Jeep. La conseguimos por lo que valia una canción, alrededor de 75 millones de dólares..." Los ingenieros y diseñadores de American Motors revisaron rápidamente la situación de Jeep y ampliaron su gama, creando un activo valioso que atrajo a Renault, Chrysler y, en última instancia, a DaimlerBenz AG.
Chapin también se interesó en el motor Wankel y afirmó "que el motor rotativo jugará un papel importante como propulsor para los automóviles y camiones del futuro". Se firmó un acuerdo con Curtiss-Wright en febrero de 1973, para que AMC fabricase motores Wankel tanto para automóviles de pasajeros como para Jeeps, así como el derecho de vender cualquier motor rotativo que pudiera fabricar a otras empresas. American Motors diseñó el exclusivo AMC Pacer alrededor de este motor, pero finalmente los coches de producción en serie se equiparon con motores de pistón convencionales de AMC.
Chapin estableció una "filosofía de la diferencia", aunque vagamente definida, "significó que AMC buscó nichos en el mercado automotriz donde los Tres Grandes no querían o no podían moverse rápidamente". En 1977, en el 75 aniversario del "nacimiento" de dos organizaciones, American Motors y Popular Mechanics, Chapin describió la "filosofía corporativa de la diferencia" de AMC, según la cual "nos esforzamos por ofrecer al público automovilista estadounidense una opción más amplia" y afirmó que "el cambio más significativo que podemos buscar será el desarrollo de fuentes alternativas de energía para reemplazar nuestra dependencia de los combustibles fósiles".
Así mismo, jugó un papel decisivo en el desarrollo de la colaboración entre American Motors y Renault, y estaba a favor de que Renault invirtiera en AMC, pero estaba angustiado por la venta de la empresa a Chrysler.

## Jubilación
Chapin renunció al cargo de director ejecutivo a finales de 1977, pero permaneció como presidente hasta que se retiró, en octubre de 1978, a su rancho en California. Resumió su carrera en una entrevista concedida tras su jubilación: "Me encanta el negocio y nunca consideré hacer otra cosa". Permaneció en consejo de administración de AMC hasta 1987, cuando Chrysler adquirió la empresa.
Chapin formó parte de la junta directiva de otras empresas, incluidas Whirlpool Corporation, American Natural Resources (una empresa de energía dedicada a la transmisión y el almacenamiento de gas natural), Coastal Corporation y Gould Corporation. Era un entusiasta de las actividades al aire libre y sus pasatiempos incluían la caza, la pesca y el cuidado de su rancho, así como el coleccionismo de libros. También participó en el área de conservación de la naturaleza y formó parte de las juntas directivas de organizaciones como la Atlantic Salmon Federation, Ducks Unlimited y Trout Unlimited.
Murió debido a una insuficiencia cardíaca en Nantucket Island, frente a la costa de Massachusetts, a la edad de 85 años. Su hijo, William R. Chapin, fue nombrado presidente del Salón de la Fama del Automóvil en 2010.

## Legado
Chapin fue incluido en el Salón de la Fama del Automóvil en 1984.
Aunque mucho más pequeña que los "Tres Grandes"  fabricantes de automóviles nacionales (General Motors, Ford y Chrysler), AMC prosperó durante los primeros años cuando Chapin estuvo al frente de la compañía, ya que las ventas de sus coches compactos se beneficiaron del aumento de los precios de la energía y de la expansión internacional de la empresa.
También era conocido por su capacidad de persuasión ante los responsables de la banca de inversión que financiaba al fabricante de automóviles y sus contactos en Wall Street; obteniendo concesiones que en muchas ocasiones ayudaron a AMC a mantenerse a flote. Sus esfuerzos por integrar Jeep en AMC contribuyeron a la popularidad, desde principios de la década de 1970 en adelante, del mercado de vehículos utilitarios deportivos (SUV). La propiedad de la marca Jeep fue crucial para la supervivencia de la empresa hasta 1987 y el "legado de Chapin fue lo que mantuvo unida a American Motors en lugar de venderla como fábricas y otras secciones", según Robert Casey, curador de transporte del Museo Henry Ford.
Para resumir su vida, Chapin fue considerado un verdadero 'caballero' que creció dentro de la industria automotriz, y era responsable, cálido y accesible; en fin, un patricio con un toque mundano.